# Hrabivți, Borșciv
Hrabivți (în ucraineană Грабівці) este un sat în comuna Pîlatkivți din raionul Borșciv, regiunea Ternopil, Ucraina.

## Demografie
Componența lingvistică a localității Hrabivți
     Ucraineană (100%)
Conform recensământului din 2001, toată populația localității Hrabivți era vorbitoare de ucraineană (100%).